# Harald Moberg
Harald Axelsson Moberg, född den 8 oktober 1906 i Lunds stadsförsamling, död den 24 juli 1990 i Helga Trefaldighets församling i Uppsala, var en svensk agronom.
Moberg tog reservofficersexamen vid Wendes artilleriregemente 1928 och blev kapten 1940 samt major 1973. Han tog agronomexamen på Alnarps lantbruksinstitut 1931 och var 1931–1932 inspektör på Haneströms säteri. Han var lärare på Bjärka-Säby lantbruksskola 1932–1933 och vid Alnarps lantbruks-, mejeri- och trädgårdsinstitut 1933–1945, tillika provningsledare vid Statens maskinprovningars lantbruksavdelning i Alnarp. Åren 1945–1974 var han föreståndare för Statens maskinprovningar.
Harald Moberg invaldes som ledamot av Kungliga Skogs- och Lantbruksakademien 1949 och var akademiens vice preses 1955–1959. År 1951 invaldes han som ledamot av Kungliga Fysiografiska Sällskapet i Lund och 1969 som ledamot av Kungliga Krigsvetenskapsakademien. Han erhöll professors namn 1965 och blev agronomie hedersdoktor vid Lantbrukshögskolan 1972. Moberg är begravd på Uppsala gamla kyrkogård.